# Гундельфинген, Генрих
Генрих Гундельфинген, или Генрих фон Гундельфинген (нем. Heinrich Gundelfingen, лат. Henricus Gundelfingen Constantiensis, или Henricus Gundelfingen de Constantia; между 1440 и 1445, Констанц — не позже 26 апреля 1490, Вальдкирх) — швейцарский историк-гуманист, хронист и географ, профессор поэзии и риторики Фрайбургского университета.

## Биография
Незаконнорожденный сын Никлауса фон Гундельфингена, генерального викария Констанцского епископства и пробста в Беромюнстере (кантон Люцерн). Внук Генриха фон Гундельфингена, служившего настоятелем бенедиктинского монастыря Св. Галла в Санкт-Галлене в 1412—1418 годах. Род его, происходящий от боковой ветви знатной семьи Штайслинген, прослеживается, как минимум, c конца XIII века и, предположительно, происходит из Гундельфингена (Баден-Вюртемберг).
С 1458 года учился в Гейдельбергском университете у известного гуманиста профессора латыни Питера Людера, а в 1460 году поступил в только что открывшийся Фрайбургский университет, где 1461 году получил степень бакалавра, а в 1465 году — магистра искусств.
В 1471/1472 году во Фрайбурге впервые начал читать лекции по теории поэзии и ораторскому искусству (лат. ars oratoria). Преподавал на факультете искусств до 1486 года, в 1481 году неудачно попытавшись перевестись на богословский факультет.
С 1477 года служил также капелланом покровителя университета эрцгерцога Австрии Зигмунда Тирольского (1427—1496), по протекции которого сначала сделался членом университетской коллегии, в 1477 и 1478 годах избирался проректором, а в 1480 году — советником при ректорате.
Еще в 1460 году, вероятно, по протекции отца, получил место каноника в Беромюнстере, в 1462—1467 годах числился капелланом в Гросвангене, а в 1467—1471 годах — пастором в Оберкирхе. В 1469 году получил место хормейстера, а в 1480 году каноника в Беромюнстере, где появлялся нечасто.
С 1486 года, оставив университет, служил в коллегиальной церкви в Вальдкирхе (Баден-Вюртемберг), где, вероятно, не позже 26 апреля 1490 года и умер, и погребён был в церковном оссуарии.

## Сочинения
Автор ряда исторических, географических и агиографических трудов, написанных практически исключительно на латыни, в том числе:
- «Сокращённой хроники правителей Австрии в трёх книгах» (лат. Austriae principum chronici epitome triplex), или «Истории Австрии с начала королевского правления до 1476 года» (лат. Historia Austriaca ab initio regni usque ad anno 1476), частично основанной на данных хроник Матиаса из Нойенбурга[10], Леопольда Штайнройтера, Конрада Юстингера и др., неопубликованной до сих пор и сохранившейся в трёх рукописях из Австрийской национальной библиотеки (Вена)[11].

- Сочинения «Порядок наследования в Тироле» (лат. Comitum Tyrolis successio), написанного не позже 1476 года для эрцгерцога Зигмунда, излагающего историю вопроса с 1269 по 1439 год, и сохранившегося в двух рукописях из того же собрания.

- Трактата «Относительно войны» (лат. Monimenta Militaria, 1476).

- Историко-географического «Похвального слова, или Описания Швейцарской конфедерации» (лат. Elogium, seu Descriptio, Confoederationis Helveticae), написанного около 1479 года и содержащего в себе, помимо прочего, изложение истории страны со времён покорения Юлием Цезарем древней Гельвеции до заключения в 1474 году Швейцарским союзом договора с Зигмундом Тирольским.

- «Описания достопримечательностей города Люцерна» (лат. Amoenitates Urbis Lucernencis, carmine descriptae), законченного около 1481 года и позже использованного в «Люцернской хронике» Мельхиора Русса (1482—1488).

- «Топографии города Берна» (лат. Topographia urbis Bernensis), составленной в 1486 году.

- Исторического сочинения «Происхождение, преумножение и свершения жителей Хасли» (лат. Origo, profectus et gesta incolarum et civium de Hasli), составленного около 1487 года[12].

- «Службы блаженному Николаю Отшельнику из Унтервальдена» (лат. Officium de beato Nicolao super Saxo heremita Underwaldensi Helvetio), датированной примерно 1487 годом и посвящённой известному католическому мистику Николаю из Флюэ, или Брату Клаусу (нем. Bruder Klaus), подвизавшемуся в ущелье Ранфт[нем.] (совр. полукантон Обвальден), с которым, по непроверенным данным, в 1481 году автор встречался лично.

- Агиографического сочинения «История Николая, Утервальденского отшельника» (лат. Historia Nicolai Underwaldensis heremitae, август 1488), считающегося наиболее ценным и достоверным из его трудов[13]. Написанное по заказу властей города Люцерна[14], оно содержит несколько приукрашенное легендами подробное жизнеописание знаменитого аскета, при жизни пользовавшегося непререкаемым авторитетом не только у церковных, но светских властей близлежащих кантонов. Рукопись его была найдена лишь в 1591 году в Заксельне, несколько раз скопирована и позже вновь утеряна. Окончательно её обнаружили лишь в 1932 году в Болонье[9], а 15 мая 1947 года Никлаус из Флюэ объявлен был святым патроном-покровителем Швейцарии.

- Трактата «Курорты Бадена» (лат. De thermis Badensibus in Helvetia, 1489)[15], первого в европейской литературе естественнонаучного описания целебных источников юго-западной Германии.

- Труда «Происхождение жителей Швица и Оберхасли» (нем. Das Herkommen der Schwyzer und Oberhasler, 1490), основанного на сочинении Ганса Фрюнда[9], у которого автор заимствовал легенду о «шведском происхождении» жителей Швица. Написанное как на латыни, так и на немецком языке и охватывающее историю региона с 400 года н. э. до 1476 года, оно сохранилось в рукописях из библиотеки Монастыря капуцинов[нем.] в Лауфенбурге (кантон Аргау) и Баварской государственной библиотеки (Мюнхен)[16].